# Платте, Рудольф
Рудольф Антониус Генрих Платте (12 февраля 1904, Дортмунд-Хёрде — 18 декабря 1984, Берлин) — немецкий кино- и театральный актер. Сыграл более 200 ролей в фильмах. Почётный гражданин Дортмунда.

## Биография
Родился в Дортмунде, в районе Хёрде в семье бизнесмена Йозефа Платте и его жены Каролины.
Когда Рудольфу Платте было три года, его родители переехали в Хильдесхайм. Рудольф бросил гимназию Джозефинум в 1920 году в конце учёбы и начал брать уроки актерского мастерства. Рудольф Платте начинал как актер театра и дебютировал в 1925 году в роли Шейлока в «Венецианском купце» Уильяма Шекспира в Дюссельдорфском театре под открытым небом. Затем последовали выступления в Бад-Гарцбурге, Хильдесхайме, Хагене, Вуппертале и в театре Residenz в Ганновере. Какое-то время он руководил Театром Лобе во Вроцлаве.
В 1927 году он переехал в Берлин и вместе с Вернером Финком и Хансом Деппе руководил кабаре Die Katakombe (Катакомба). В 1930-х Платте также появлялся в музыкальных ревю в Берлине. Его появление в ревю «Поцелуй» с Хильдой Зейпп и Арибертом Могом на музыку Йозефа Рикснера по всему миру также привлекло внимание СМИ.
Платт дебютировал в кино в немом фильме 1929 года «Revolte im Erziehungshaus» (Восстание в доме просвещения). После этого он был занят в более чем 200 фильмах. Платт часто играл роли непонятых, замкнутых и застенчивых, но любящих людей. Почти всегда это были маленькие, простые люди, так сказать, «люди с улицы».
С 1940 по 1944 год он был директором театра на Беренштрассе, а с 1945 по 1947 год возглавлял театр на Шиффбауэрдамме. Как актер Рудольф Платте овладел как трагическими, так и комедийными персонажами и играл как на сцене, так и с 1970-х годов все чаще на телевидении — как в сериалах, так и в сложных литературных экранизациях. Благодаря роли постепенно теряющего зрение машиниста трамвая в пьесе Курта Флатоу и Хорста Пиллау «Das Fenster zum Flur» (Окно в коридор), с которой он участвовал в 278 спектаклях в театре Hebbel, Платте стал одним из самых популярных берлинских народных актеров.
Рудольф Платте был впервые женат на Валли Хагер, а затем ненадолго — на актрисе Джорджии Линд во второй раз в 1942 году. Актриса Марина Рид была его женой с 1942 по 1953 год, после чего он снова женился на Джорджии Линд.
Рудольф Платте умер от сердечной недостаточности 18 декабря 1984 года (через восемь дней после кончины жены) в возрасте 80 лет, газеты провозгласили его «последним настоящим народным актером». Бездетная пара завещала свое общее состояние в размере около двух миллионов немецких марок Фонду Германа Гмайнера для поддержки Детских деревень — SOS.
Рудольф Платте был похоронен рядом с женой на кладбище Вильмерсдорф в Берлине. Её последним пристанищем с ноября 2010 года является почётная могила земли Берлин. С ноября 2009 года в Хильдесхайме установлена мемориальная доска в память о его последнем месте жительства.
Почётный гражданин Дортмунда.